# Waldemar Sobota
Waldemar Paweł Sobota (ur. 19 maja 1987 w Ozimku) – polski piłkarz i futsalista, występujący na pozycji pomocnika, w latach 2011–2014 reprezentant Polski. Od 2022 zawodnik futsalowego klubu Dreman Opole Komprachcice.
Posiada również obywatelstwo niemieckie (jego ojciec był działaczem mniejszości niemieckiej), określa się jako Ślązak polskiej narodowości.

## Kariera klubowa
Sobota pochodzi ze wsi Schodnia w gminie Ozimek. Piłkarską karierę rozpoczął w Małejpanwi Ozimek, w której w rozgrywkach IV ligi zdobył czternaście bramek. W wieku 18 lat zdecydował się na przejście do KS Krasiejów, w którego barwach strzelił w IV lidze 21 goli. W 2007 został zawodnikiem trzecioligowego MKS Kluczbork. Z klubem tym w sezonie 2008/2009 zajął pierwsze miejsce w II lidze (trzeci poziom) i wywalczył awans do I ligi. Po zakończeniu sezonu 2009/2010 został przez tygodnik „Piłka Nożna” wybrany do jedenastki sezonu I ligi oraz otrzymał tytuł odkrycia rozgrywek.
Dzięki udanym występom na drugim poziomie rozgrywkowym Sobotą zainteresowało się kilka klubów z Ekstraklasy, m.in. Górnik Zabrze i GKS Bełchatów. Najbardziej konkretny okazał się jednak Śląsk Wrocław, z którym 9 czerwca 2010 zawodnik podpisał czteroletni kontrakt. 12 sierpnia 2010 zadebiutował w Ekstraklasie w spotkaniu z Jagiellonią Białystok. Dzięki dobremu występowi kibice Śląska wybrali go na najlepszego zawodnika tego spotkania, a niektóre media umieściły go w jedenastce kolejki. Na początku września tygodnik „Piłka Nożna” umieścił go w najlepszej jedenastce sierpnia. Również wrocławscy kibice nagrodzili go tytułem najlepszego gracza Śląska w sierpniu. 18 września 2010 w spotkaniu z Widzewem Łódź Sobota zdobył swoją pierwszą bramkę w Ekstraklasie. Ze Śląskiem w sezonie 2010/2011 zdobył wicemistrzostwo Polski, a w sezonie 2011/2012 wywalczył mistrzostwo oraz Superpuchar Polski.
31 sierpnia 2013 podpisał czteroletni kontrakt z belgijskim Club Brugge. Klub z Brugii zapłacił za Sobotę milion euro. W Eerste klasse zadebiutował 14 września 2013 w meczu z Lierse SK (4:1). Trzy miesiące później, 15 grudnia 2013, otwierając wynik spotkania z Royal Charleroi strzelił swojego pierwszego gola w lidze belgijskiej
21 stycznia 2015 został wypożyczony na pół roku do niemieckiego FC St. Pauli. W 2. Bundeslidze zadebiutował 7 lutego 2015 w zremisowanym 0:0 meczu z SV Sandhausen, a swoje pierwsze trafienie w Niemczech zaliczył 6 kwietnia 2015 w wygranym 4:0 spotkaniu z Fortuną Düsseldorf. 1 lipca 2015 wypożyczenie przedłużone zostało do końca sezonu 2015/16. 17 marca 2016 Sobota został wykupiony z belgijskiego klubu Club Brugge przez FC St. Pauli, a nowy kontrakt obowiązywał do końca sezonu 2017/2018.
W latach 2020–2022 występował w Śląsku Wrocław. 9 listopada 2022 został zawodnikiem futsalowego, ekstraklasowego klubu Dreman Opole Komprachcice.

## Kariera reprezentacyjna
W sierpniu 2010 Sobota otrzymał od selekcjonera Stefana Majewskiego powołanie do reprezentacji Polski do lat 23 na spotkania z Uzbekistanem i Iranem. Sobota zadebiutował w drużynie U-23 w meczu z Uzbekistanem 31 sierpnia 2010 (2:0). Wystąpił także w rozegranym 4 września spotkaniu z Iranem (0:2). Pod koniec września 2010 ponownie otrzymał powołanie do reprezentacji Majewskiego. 9 października 2010 wystąpił w kolejnym meczu z reprezentacją Iranu (1:1), a cztery dni później z Walią (2:0).
16 grudnia 2011 zadebiutował w seniorskiej reprezentacji Polski podczas spotkania towarzyskiego z Bośnią i Hercegowiną. W meczu tym strzelił także swoją premierową bramkę w państwowych barwach. We wrześniu 2012 został powołany przez selekcjonera Waldemara Fornalika na pierwsze mecze eliminacji mistrzostw świata 2014 z Czarnogórą i Mołdawią. Zagrał w spotkaniu z Mołdawią, zmieniając w 46. minucie Marka Saganowskiego. Po dwumeczu Śląska Wrocław z Club Brugge w trzeciej rundzie eliminacji Ligi Europy dostał powołanie od Fornalika na mecz towarzyski z reprezentacją Danii, w którym w 59. minucie strzelił bramkę  na 2:2, a mecz zakończył się zwycięstwem Polaków 3:2. Ostatni mecz rozegrał 14 października 2014 ze Szkocją.

## Statystyki

### Klubowe
(aktualne na dzień 10 marca 2019)
| Klub                | Sezon              | Liga               | Liga  | Liga   | Puchar kraju | Puchar kraju | Europa | Europa | Suma  | Suma   |
| Klub                | Sezon              | Liga               | Mecze | Bramki | Mecze        | Bramki       | Mecze  | Bramki | Mecze | Bramki |
| ------------------- | ------------------ | ------------------ | ----- | ------ | ------------ | ------------ | ------ | ------ | ----- | ------ |
| MKS Kluczbork       | 2007/08            | III liga           | 30    | 15     | –            | –            | –      | –      | 30    | 15     |
| MKS Kluczbork       | 2008/09            | II liga            | 32    | 10     | –            | –            | –      | –      | 32    | 10     |
| MKS Kluczbork       | 2009/10            | I liga             | 31    | 11     | 2            | 0            | –      | –      | 33    | 11     |
| MKS Kluczbork       | Ogólnie            | Ogólnie            | 93    | 36     | 2            | 0            | 0      | 0      | 95    | 36     |
| Śląsk Wrocław       | 2010/11            | Ekstraklasa        | 29    | 2      | 2            | 1            | –      | –      | 31    | 3      |
| Śląsk Wrocław       | 2011/12            | Ekstraklasa        | 26    | 2      | 2            | 0            | 6      | 1      | 34    | 3      |
| Śląsk Wrocław       | 2012/13            | Ekstraklasa        | 29    | 5      | 8            | 4            | 6      | 0      | 43    | 9      |
| Śląsk Wrocław       | 2013/14            | Ekstraklasa        | 5     | 0      | –            | –            | 6      | 4      | 11    | 4      |
| Śląsk Wrocław       | Ogólnie            | Ogólnie            | 89    | 9      | 12           | 5            | 18     | 5      | 119   | 19     |
| Club Brugge         | 2013/14            | Eerste klasse      | 32    | 6      | 2            | 0            | –      | –      | 34    | 6      |
| Club Brugge         | 2014/15            | Eerste klasse      | 11    | 0      | –            | –            | 6      | 0      | 17    | 0      |
| Club Brugge         | Ogólnie            | Ogólnie            | 43    | 6      | 2            | 0            | 6      | 0      | 51    | 6      |
| FC St. Pauli (wyp.) | 2014/15            | 2. Bundesliga      | 10    | 2      | –            | –            | –      | –      | 10    | 2      |
| FC St. Pauli (wyp.) | 2015/16            | 2. Bundesliga      | 24    | 3      | 1            | 0            | –      | –      | 25    | 3      |
| FC St. Pauli (wyp.) | Ogólnie            | Ogólnie            | 34    | 5      | 1            | 0            | 0      | 0      | 35    | 5      |
| FC St. Pauli        | 2015/16            | 2. Bundesliga      | 7     | 0      | –            | –            | –      | –      | 7     | 0      |
| FC St. Pauli        | 2016/17            | 2. Bundesliga      | 31    | 1      | 2            | 0            | –      | –      | 33    | 1      |
| FC St. Pauli        | 2017/18            | 2. Bundesliga      | 27    | 4      | 1            | 0            | –      | –      | 28    | 4      |
| FC St. Pauli        | 2018/19            | 2. Bundesliga      | 13    | 0      | 1            | 0            | –      | –      | 14    | 0      |
| FC St. Pauli        | Ogólnie            | Ogólnie            | 78    | 5      | 4            | 0            | 0      | 0      | 82    | 5      |
| Ogólnie w karierze  | Ogólnie w karierze | Ogólnie w karierze | 337   | 61     | 21           | 5            | 24     | 5      | 382   | 71     |

### Reprezentacyjne
| Reprezentacja | Rok     | Mecze | Bramki |
| ------------- | ------- | ----- | ------ |
| Polska        |         |       |        |
| 2011          | 1       | 1     |        |
| 2012          | 3       | 1     |        |
| 2013          | 8       | 2     |        |
| 2014          | 5       | 0     |        |
| Ogólnie       | Ogólnie | 17    | 4      |

| Mecze i gole w reprezentacji | Mecze i gole w reprezentacji | Mecze i gole w reprezentacji | Mecze i gole w reprezentacji | Mecze i gole w reprezentacji | Mecze i gole w reprezentacji | Mecze i gole w reprezentacji         |
| Polska                       | Polska                       | Polska                       | Polska                       | Polska                       | Polska                       | Polska                               |
| Lp.                          | Data                         | Miejsce                      | Przeciwnik                   | Gol                          | Wynik                        | Rozgrywki                            |
| ---------------------------- | ---------------------------- | ---------------------------- | ---------------------------- | ---------------------------- | ---------------------------- | ------------------------------------ |
| 1.                           | 16.12.2011                   | Antalya, Turcja              | Bośnia i Hercegowina         | Gol                          | 1:0                          | towarzyski                           |
| 2.                           | 11.09.2012                   | Wrocław, Polska              | Mołdawia                     |                              | 2:0                          | el. MŚ 2014                          |
| 3.                           | 12.10.2012                   | Warszawa, Polska             | Południowa Afryka            |                              | 1:0                          | towarzyski                           |
| 4.                           | 14.12.2012                   | Antalya, Turcja              | Macedonia                    | Gol                          | 4:1                          | towarzyski                           |
| 5.                           | 02.02.2013                   | Malaga, Hiszpania            | Rumunia                      |                              | 4:1                          | towarzyski, (nieuznawany przez FIFA) |
| 6.                           | 14.08.2013                   | Gdańsk, Polska               | Dania                        | Gol                          | 3:2                          | towarzyski                           |
| 7.                           | 06.09.2013                   | Warszawa, Polska             | Czarnogóra                   |                              | 1:1                          | el. MŚ 2014                          |
| 8.                           | 10.09.2013                   | Serravalle, San Marino       | San Marino                   | Gol                          | 5:1                          | el. MŚ 2014                          |
| 9.                           | 11.10.2013                   | Charków, Ukraina             | Ukraina                      |                              | 0:1                          | el. MŚ 2014                          |
| 10.                          | 15.10.2013                   | Londyn, Anglia               | Anglia                       |                              | 0:2                          | el. MŚ 2014                          |
| 11.                          | 15.11.2013                   | Wrocław, Polska              | Słowacja                     |                              | 0:2                          | towarzyski                           |
| 12.                          | 19.11.2013                   | Poznań, Polska               | Irlandia                     |                              | 0:0                          | towarzyski                           |
| 13.                          | 05.03.2014                   | Warszawa, Polska             | Szkocja                      |                              | 0:1                          | towarzyski                           |
| 14.                          | 06.06.2014                   | Gdańsk, Polska               | Litwa                        |                              | 2:1                          | towarzyski                           |
| 15.                          | 07.09.2014                   | Faro, Portugalia             | Gibraltar                    |                              | 7:0                          | el. ME 2016                          |
| 16.                          | 11.10.2014                   | Warszawa, Polska             | Niemcy                       |                              | 2:0                          | el. ME 2016                          |
| 17.                          | 14.10.2014                   | Warszawa, Polska             | Szkocja                      |                              | 2:2                          | el. ME 2016                          |

## Sukcesy

### Śląsk Wrocław
- Mistrzostwo Polski: 2011/2012
- Superpuchar Polski: 2012

### Club Brugge
- Puchar Belgii: 2014/2015